# Халкинско търговско училище
Халкинско търговско училище (на гръцки: Εμπορική Σχολή Χάλκης) е средно училище, съществувало на остров Халки (на турски: Хейбелиада), третия от Принцовите острови, Османската империя. Училището е основано в 1831 година от българина Антон Хаджикримчев в манастира „Света Богородица“. Училището съществува до 1916 година.
В училището са учили много българи, сред които са Стоян Тъпчилещов (1850 – 1896), Иван Шопов (1826 – 1853), Петър Димов, Христо Ангелов, Никола Тъпчилещов.